# سينما الغابون
للسينما في الغابون تاريخ متفاوت. على الرغم من أن الرئيس عمر بونجو وزوجته جوزفين بونجو شجعا صناعة الأفلام في السبعينيات، إلا أنه كانت هناك فجوة استمرت 20 عامًا حتى بدأت صناعة الأفلام تنمو مرة أخرى في الألفية الجديدة.

## تاريخ
أنتجت الشركات الفرنسية أفلاما وثائقية في الغابون الاستعمارية منذ سنة 1936.
بعد الاستقلال، قام فيليب موري، أول غابوني احترف التمثيل، بتنظيم (Compagnie Cinematographique du Gabon) في عام 1962، وساعد في إنتاج فيلم (The Cage) سنة 1963، وهو فيلم روائي دخل في مهرجان كان السينمائي 1963. دعمت شركة التلفزيون الوطنية أفلامًا مثل (Carrefour humain) سنة 1969 للمخرج بيير ماري دونغ، و(Mory's Les tams-tams se sont tus) سنة 1972.
على الرغم من أن الغابون كان لديها ثمانية دور سينما فقط، إلا أن الرئيس عمر بونغو وزوجته جوزفين بونغو اهتما بشكل شخصي بالأفلام. قام الرئيس ببناء قاعة سينما بسعة 400 مقعد في قصره الرئاسي، وفي عام 1975 أسّس مركز السينما الوطنية مع المخرج فيليب موري. كما أسّس شركة إنتاج (Les Films Gabonais). عرفت الغابون إخراج تسعة أفلام لستة مخرجين في السبعينيات. أنتجت (Les Films Gabonais) العديد من الأفلام التي شارك في إخراجها بيير ماري دونغ واستندت إلى كتابات الزوجين الرئاسيين: (Obali) سنة 1976، و(Ayouma) سنة 1977، استندت إلى مسرحيات تدرس الموضوعات الاجتماعية لجوزفين بونغو، و(Demain, un jour nouveau) سنة 1978، كان نسخة من مذكرات الرئيس. يوجد فيلم غابوني آخر في هذه الفترة هو فيلم (Charles Mensah's Ilombe) سنة 1978.

## السينما المعاصرة
بعد عقدين من الخمول النسبي، بدأت صناعة الأفلام الغابونية في البروز مرة أخرى في الألفية الجديدة. قام تشارلز مينساه في المركز الوطني للسينما في الجابون (CENACI) بإدخال سياسات جديدة لإعادة هيكلة السينما الغابونية في أوائل التسعينيات. بدأ إمونغا إيفانغا في صناعة الأفلام القصيرة في التسعينيات، وكان فيلمه الروائي (Dôlè) سنة 2000 أول فيلم روائي طويل في الغابون منذ عقدين من الزمن. فاز الفيلم بجوائز في مهرجانات قرطاج وكان وميلانو. قدّم هنري جوزيف كومبا بيديدي (Henri-Joseph Koumba Bididi) عددًا من الأفلام القصيرة، وفيلم روائي طويل عام 2001 بعنوان (The Elephant's Balls). تعاون إيفانغا وموري في فيلم (L'Ombre de Liberty) سنة 2006، وفي عام 2014 تم تعيين إيفانغا المدير العام لشبكة التلفزيون الوطنية.  فاز الفيلم الوثائقي (Boxing Libreville) سنة 2008 بالعديد من الجوائز.
تقوم شركة قناة أولمبيا (Canal Olympia) حاليًا ببناء دور سينما جديدة في الغابون.